# 北加的夫 (英國國會選區)
北加的夫（英語：Cardiff North），英國國會一自治市選區，位於威爾斯首府加的夫北部。始設於1950年。
本區除1966年和1997至2005年由工黨勝出以外，一直支持保守黨。2010年大選中，工黨的茱莉·摩根被保守黨的喬納森·埃文斯以194票擊敗。